# Terra della corona
Terra della corona, altrimenti detta dominio reale o dominio feudale, è un'area territoriale appartenente al monarca, che personifica egli stesso la Corona. Essa equivale ad un possesso feudale e rimane legato direttamente alla monarchia, divenendo inseparabile ed inalienabile. Attualmente nel Reame del Commonwealth sono compresi ad esempio il Canada e l'Australia, dove comunque la terra della corona è considerata terreno pubblico e non più come una proprietà privata del monarca.
In Gran Bretagna, le rendite delle terre della corona consentivano al monarca di mantenersi e tale rimase sino all'inizio del regno di Giorgio III quando i profitti delle Crown Estate dovettero essere concesse al Parlamento di Gran Bretagna in cambio di uno "stipendio" mensile concesso dal governo per il sostegno personale del re, della propria famiglia e delle proprie dipendenze. Il monarca inglese mantiene invece il possesso personale delle rendite del Ducato di Lancaster.

## Australia
In Australia, le terre pubbliche sono solitamente indicate come terre della corona. Tra queste vi sono ad esempio le aree protette o predisposte al pubblico, come pure ogni tratto di terra vacante. Le terre pubbliche costituiscono il 23% dell'Australia di cui il 12.5% è vacante.

Come terre della corona si intendono appartenenti alla "Corona" e non propriamente alla corona d'Australia che difatti non esiste. I vari stati che compongono l'Australia hanno differenti politiche circa la vendita della terra all'interno del proprio Stato; ad esempio il Nuovo Galles del Sud nel 2005 ha approvato una legge tale per cui la terra debba essere valutata in base al prezzo di mercato. Nel Nuovo Galles del Sud, più di metà del territorio statale è considerato terra della corona.
Terra della corona è utilizzata per la costruzione di aeroporti, aree militari e scopi comunitari.
In Tasmania, la terra della corona è amministrata sulla base del Crown Lands Act 1976. In South Australia, è stato approvato il Crown Land Management Act 2009. Nel Victoria, la terra è regolata sulla base del Crown Land (Reserves) Act 1978 e del Land Act 1958.
Gran parte della terra pubblica in Australia è detenuta dalla corona in diritto di ciascuno Stato.

## Austria
Dalla fine del XVIII secolo in poi, i territori acquisiti dalla Monarchia Asburgica vennero chiamati Kronländer. Inizialmente essi vennero amministrati in unione personale con la casa degli Asburgo-Lorena, giocando un ruolo fondamentale come terre costituenti la nazione asburgica vera e propria e dove dal 1804 andarono a concentrarsi tutti gli organi amministrativi dell'Impero austriaco. Durante le Rivoluzioni del 1848, le terre della corona austriaca vennero rette direttamente dai governatori (Statthalter), a loro volta direttamente subordinati all'imperatore sulla base della Costituzione di Marzo del 1849.
Dal 1861, con la Patente di febbraio proclamata dall'imperatore Francesco Giuseppe, le terre della corona austriaca ottennero una particolare autonomia. I tradizionali Landstände (stati) vennero elevati al rango di Landtage, ovvero con veri e propri parlamenti locali a suffragio censitario per la loro amministrazione.
Dopo il Compromesso austro-ungarico del 1867, il Regno d'Ungheria (col Principato di Transilvania, il Regno di Croazia-Slavonia ed il corpus separatum di Fiume) divennero parti costituenti delle Terre della Corona di Santo Stefano (Transleithania); rette in unione reale con le restanti terre della corona austriaca rappresentate dalla Cisleithania, tali rimasero sino alla disgregazione della monarchia duale nel 1918.

## Boemia
Lo stato medievale europeo della Corona di Boemia, che era nel contempo un elettorato del Sacro Romano Impero, consisteva in diverse terre della corona: Regno di Boemia, Margraviato di Moravia, Ducati di Slesia, Alta e Bassa Lusazia.

## Barbados
Nelle Barbados, il termine "terra della corona" è esteso a tutto il territorio sotto il governo della Corona. Lo stato su tali territori può sviluppare delle attività (come ad esempio fattorie) oppure destinarlo a spiagge o ad aziende nazionali, purché di interesse pubblico.

## Canada
In Canada, il termine di terra della corona designa una particolare area appartenente alla Corona canadese. Dal momento che il monarca possiede tutte le terre facenti parte del paese, tale divisione è ripartita in parallelo alle divisioni statali provinciali e federali e pertanto tali terre vengono amministrate da organismi locali. Circa l'89% del territorio del Canada (8.886.356 km²) è considerato "terra della corona": il 41% è federale, il 48% è provinciale. Il restante 11% è privato. Gran parte dei territori della corona federali (Territori del Nord-Ovest, Nunavut e Yukon) sono amministrati dall'Indigenous and Northern Affairs Canada. Solo il 4% delle terre provinciali è controllato federalmente, trattandosi in gran parte di parchi nazionali, riserve indiane o basi militari canadesi.
Data l'ampiezza dei possedimenti del monarca in Canada, qui prende ancora più vigore la disposizione insita nel significato stesso di terra della corona, ovvero che tali territori (costituenti gran parte dello stato stesso) non possono essere alienati privatamente dal monarca, ma debbono passare di sovrano in sovrano.

## Francia
Le terre della corona in Francia (in francese: domaine royal) erano le terre e i feudi direttamente posseduti dai re di Francia. Prima del regno di Enrico IV, il domaine royal non comprendeva l'intero territorio statale francese dal momento che sin dal medioevo gran parte del regno era possedimento diretto di numerosi signori feudali.
Tra X e XI secolo, i primi Capetingi (poi regnanti in Francia) si erano distinti per essere tra i maggiori proprietari fondiari dell'intera Francia. Con pazienza e con l'uso della legge feudale (ed in particolare con la confisca dei beni ai vassalli ribelli), con matrimoni d'interesse e persino con acquisti, i re di Francia furono in grado di incrementare il demanio reale che dal XVI secolo, effettivamente, iniziò a coincidere con l'intero regno. Ad ogni modo il sistema medievale dell'appannaggio (concessione di un feudo da parte di un sovrano ad un proprio figlio ultrogenito ed ai suoi figli sino all'estinzione di quella casata, momento in cui tali territori facevano ritorno alla corona centrale) rimase in vigore alienando gran parte dei territori del demanio reale, giungendo a creare pericolosi cripto-stati rivali (si ricordi in particolare il Ducato di Borgogna nel XIV-XV secolo).

## Hawaii
Prima del rovesciamento della monarchia hawaiana, i monarchi delle Hawaii possedevano 1.8 milioni di acri (7,300 km²) di terra privata, a partire dal regno di Kamehameha III dall'8 marzo 1848. Kamehameha III ed i suoi successori resero tali terre proprietà privata, vendendo liberamente i loro possedimenti. Alla morte di Kamehameha IV, venne deciso dalla Corte Suprema del Regno che tale pratica dovesse essere bloccata, riservando al sovrano un certo numero di terra come eredità per sé e per i propri successori al trono che avesse il carattere di terra privata liberamente cedibile, mentre il restante delle terre dovesse considerarsi inalienabile in quanto parte stessa dello stato. rown Lands shall consist of three persons to be appointed by His Majesty the King, two of whom shall be appointed from among the members of His Cabinet Council, and serve without remuneration, and the other shall act as Land Agent, and shall be paid out of the revenues of the said lands, such sum as may be agreed to by the King."

## Hong Kong
Tutte le terre della corona presenti ad Hong Kong hanno cambiato il loro status dal 1º luglio 1997 quando è cambiato lo status stesso dello stato, passato dalla sovranità britannica a quella cinese.